# گوی‌دللک‌لی
گوی‌دللک‌لی (به لاتین: Göydəlləkli) یک منطقه مسکونی در جمهوری آذربایجان است که در شهرستان آق‌سو واقع شده است. گوی‌دللک‌لی ۵۵۷ نفر جمعیت دارد.